# Fornace Galotti
La fornace Galotti è un ex edificio industriale di Bologna, riconvertito a spazio pubblico e sede del Museo del patrimonio industriale.

## Storia
Nel 1887 Celeste Galotti, imprenditore imolese nel settore dei laterizi, decise di impiantare una fornace nella zona del Battiferro, in un'area argillosa, posta nelle vicinanze del canale Navile. L'edificio venne dotato di un moderno forno Hoffmann, al quale lo stesso Galotti apportò alcune migliorie.
Grazie alle tecniche innovative adottate e alla continua richiesta del mercato, tra l'Ottocento e il Novecento la produzione dei laterizi aumentò, con la costruzione di nuove fornaci e arrivando ad impiegare 250 operai nel ciclo continuo, senza interruzioni durante l'inverno. A cavallo dei due secoli venne innalzato un nuovo fabbricato sulla sponda opposta del canale, ristrutturato nel 2021 e adibito a funzioni universitarie.
Nel 1966 cessò la produzione, lasciando abbandonato l'edificio. Nel 1980 passò al comune di Bologna, che dopo i lavori di ristrutturazione terminati nel 1992 fu adibito a sede del Museo del patrimonio industriale.